# Marian Kociniak

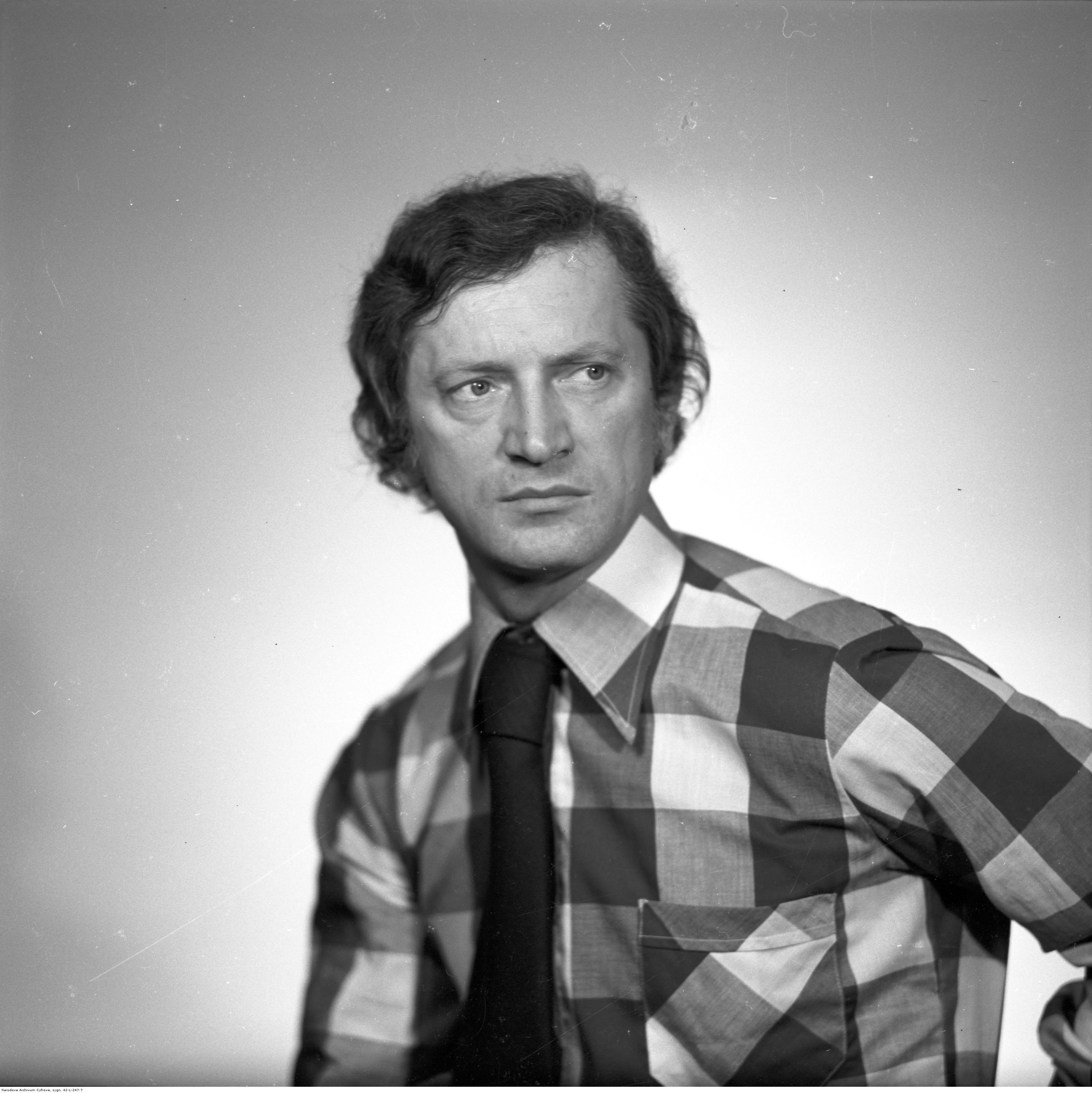
Marian Kociniak

Marian Kociniak (sinh ngày 11 tháng 1 năm 1936 tại Warsaw - mất ngày 17 tháng 3 năm 2016 tại Warsaw) là một diễn viên điện ảnh và diễn viên sân khấu người Ba Lan.

## Tiểu sử
Marian Kociniak tốt nghiệp Học viện Nghệ thuật Sân khấu Quốc gia Aleksander Zelwerowicz ở Warsaw vào năm 1959. Trong giai đoạn 1959-2009, ông thường xuyên diễn xuất trên sân khấu tại Nhà hát Ateneum (Warsaw). Ông cũng từng làm việc với nhà hát Teatr na Woli từ năm 2010 đến năm 2016. Ngoài sự nghiệp sân khấu, bộ phim đã tạo nên sự nổi tiếng của Marian Kociniak là phim hài How I Unleashed World War II (1970) trong vai nam chính Franek Dolas.  
Ngay từ khi bắt đầu sự nghiệp, Marian Kociniak đã tránh các cuộc phỏng vấn. Cuộc phỏng vấn hiếm hoi với ông là trong buổi lễ kỷ niệm 50 năm ông hoạt động nghệ thuật.
Marian Kociniak được nhà nước Ba Lan trao tặng nhiều huy chương danh giá, tiêu biểu như Huân chương Polonia Restituta (2001) và Huy chương vàng Huy chương Công trạng về văn hóa - Gloria Artis (2010).
Marian Kociniak là thành viên của ủy ban danh dự ủng hộ Bronisław Komorowski trước cuộc bầu cử tổng thống năm 2010 và 2015.